# 質調整生存年
質調整生存年（しつちょうせいせいぞんねん, quality-adjusted life year, QALY）とは、疾病負荷の測定方法として一般的であり、生存における量と質の2点を評価する手法である。医療行為に対しての費用対効果を経済的に評価する技法として用いられる。
1QALYは、完全に健康な1年間に相当する。QALYスコアは一般に1（完全な健康）から0（死亡）までの値を取る。もしある人の健康が完全ではないならば、その1年間は1未満のQALYとして算定され、死亡すれば0QALYと算定される。いくつかの状況ではマイナスのQALYも算定され、それはその健康状態が「死亡よりも悪い」ことを意味する。

## 計算方法
QALYの算出には2つの数値が必要である。
1つ目の値は、特定の調査期間の個人の健康状態に関連する効用値（または効用の重み）であり、健康状態が完全ではない場合に人々が感じる価値は、0と1の間のパーセントで表される。状況によって“死よりも悪い”とされる健康状態を反映して負のQALYを獲得する事も可能である。
2つ目の値は、同個人の観察期間（生存年数）である。これは通常、臨床試験や観察研究で得られる。
QALYはこの2つの指標の積により算出される。例えば、完全な健康状態で過ごした1年間は1QALYであり、人がその年の価値の100％を得る事が出来たと解釈される。完全な健康状態ではない状態で生きた1年間は、それを生きた人に生じた価値の量として表す事が出来る。例えば、効用が0.5の状態で1年間生きた場合、0.5QALYが得られる。この状態を経験した人は、その年に得られる可能性のある価値の50％しか得ていない。言い換えれば、0.5の健康状態で1年間を過ごす事は、完全な健康状態で半年間を過ごす事と同程度の価値が有るという事を意味する（0.5効用×1年=1効用×0.5年）。このような性質を持つQALYは、トレードオフを評価するのに適している。

### 重み付け
QALY算出に使用される効用値は、一般的にアンケートで調査される。
EuroQol GroupのEQ-5D質問票のような標準化されたアンケートを使用して健康状態の重みを知る事が出来る。EQ-5D質問票は、健康状態を「移動の程度」、「身の回りの管理」、「普段の活動（仕事、勉強、宿題、余暇活動など）」、「痛み/不快感」、「不安/塞ぎ込み」の5つの側面に基づいて分類している。
日本でもEQ-5D-5L（EuroQol 5 dimensions 5-level）を翻訳したものが入手可能である。
また、Journal of Health Economics では下記の方法が挙げられている。
- 時間得失法（英語版）（TTO）：疾患を有した状態の1年を完全に健康な期間に換算する。
- 基準的賭博法（SG）： 当該期間を疾患を有した状態で過ごす状態を、完全な健康状態に回復するか死亡するかの2つの可能性のある医療行為の選択（率？）に換算する。
- 視覚的アナログ尺度法（英語版）（VAS）：健康状態を0～100%の範囲で評価してもらう方法で、0%が「死んでいる」、100%が「完全な健康」を表す。この方法は、最も簡単に尋ねる事が出来るという利点があるが、最も主観的である。

## 適用
QALYは多くの場合、費用対効果分析の分野で用いられ、医療行為にかかったコストと、それによって得られたQALYを評価する。1QALYを伸ばすために要するコストを incremental cost-effectiveness ratio（ICER）と呼び、多くの場合、この値が医療行為の是非の基準となる。
イギリスでは、英国国立医療技術評価機構（NICE）が国民保健サービス（NHS）に対して上限を設けており、2013年からは1QALYあたりに認めるコスト（ポンド）を目安として提示している。NICEは費用対QALYのしきい値を、 £20,000 から £30,000と設定している。